# Nicoară Prăjescu

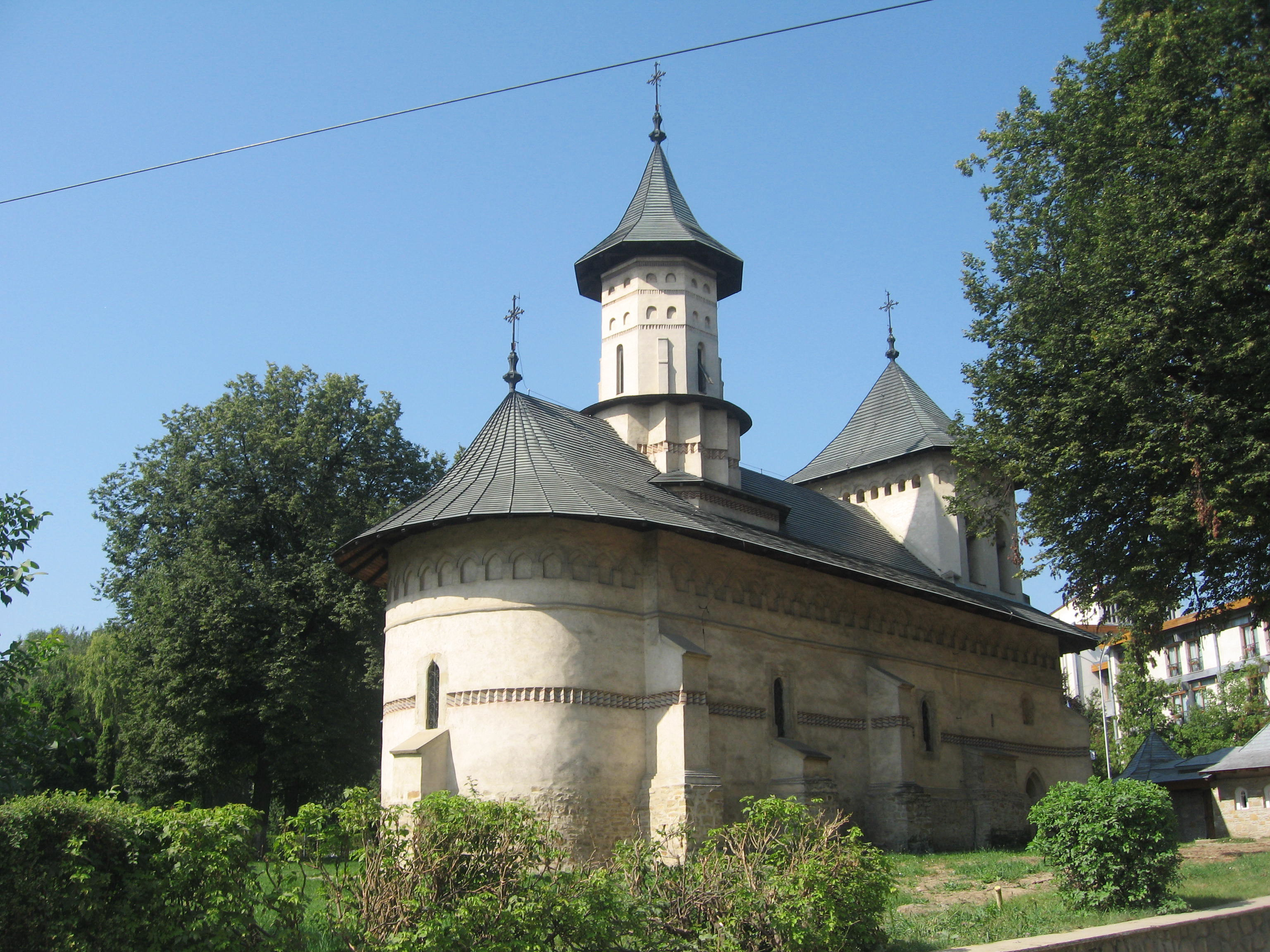
Biserica „Sfântul Nicolae” din Suceava, refăcută în 1611 de familia lui Nicoară Prăjescu.

Nicoară Prăjescu a fost un boier de rang mare al Principatului Moldovei, la începutul secolului al XVII-lea.

## Dregătorii și moșii deținute
Familia Prăjescu este atestată documentar încă din secolul al XVI-lea, ea dând mai mulți boieri însemnați. Nicoară Prăjescu făcea parte din cea de-a doua generație a familiei Prăjescu. El era fiul lui Ion Prăjescu și văr cu frații Ieremia și Simion Movilă. Bunicul său, marele vistiernic Toader, ce se căsătorise cu Greaca, fiica marelui logofăt Ion Movilă, era nepotul lui Stanciu Stărostescu, strănepotul de fiu al lui Mihu al lui Staroste sau Stărostici și răs-strănepotul lui Giurgiu de la Frătăuți.
Nicoară Prăjescu era căsătorit cu Maria, fiica postelnicului Ionașco Ivul, și se afla printre cei mai puternici și bogați boieri ai Moldovei, deținând dregătorii înalte în Moldova medievală: logofăt al treilea (1599), vel logofăt (1606), vel vistiernic (1610). Marele boier a primit de la domnitorul Ieremia Movilă (1595-1600, 1600-1606) stăpânire peste mai multe moșii și anume: un loc din ținutul Roman (12 martie 1599), Șcheia și Oboroceni (13 aprilie 1606) și Tețcani, vechea moșie a familiei. El a primit la schimb, în anul 1609, jumătate din satul Stolniceni-Prăjescu. Mai multe documente din prima parte a secolului al XVII-lea atestă faptul că satul se afla în proprietatea boierilor din familia Prăjescu.:p. 780 De asemenea, Nicoară Prăjescu a primit în stăpânire și satul Brănișteni, azi Miron Costin.
În anul 1611, în timpul domniei lui Constantin Movilă (1607-1611), vel vistiernicul Nicoară Prăjescu, împreună cu cneaghina Maria, și copiii lor, au înnoit (refăcut) Biserica „Sf. Nicolae” din Suceava, dându-i forma pe care o are astăzi.:p. 809 El a pus o pisanie cu următorul text: „Cu voia Tatălui și cu ajutorul Fiului și cu săvârșirea Sfântului Duh s-a început și s-a făcut acest hram în numele Ierarhului Sfântului Nicolae și l-a înnoit pan Nicoară Prăjescul vel vistiernic și cneaghina lui, Maria, și copiii lor în anul 7119 (1611)”.
Alături de alți boieri (logofătul Stroici, Dumitru Buhuș, Pătrașcu Ciogolea și alții), Nicoară Prăjescu a făcut parte din partida filopolonă, opunându-se lui Ștefan Tomșa al II-lea (1611-1615, 1621-1623) care a obținut domnia cu ajutorul turcilor. 
Apreciind serviciile aduse de Nicoară Prăjescu, domnitorul Radu Mihnea (1616-1619, 1623-1626) i-a restituit fostului vistiernic, printr-un hrisov din 8 aprilie 1617, proprietățile confiscate de Ștefan Tomșa („…ocine și dedine și cumpărătură…”), întărindu-i stăpânirea asupra a 14 sate sau părți de sate, printre care satele Heleșteni, Tețcani, Cozmești, Mircești, Stolniceni, Brătești, Rânghilești, Dubovăț, părți din satele Oniceni și Buțcăteni, jumătate din satul Purcelești, plus seliștea Șopârlenilor.
În prezent, o stradă din municipiul Suceava îi poartă numele.